# Sorbitol

Estructura del sorbitol.

El sorbitol es un polialcohol, alcohol polihidrico o alditol de azúcar descubierto por el francés Boussingault en 1872 en las bayas de Sorbus aucuparia L. (comúnmente llamado serbal de cazadores). Industrialmente el sorbitol, cuya fórmula empírica es C6H14O6, se obtiene por reducción mediante hidrogenación catalítica del monosacárido más común, la glucosa.
En la naturaleza el sorbitol es uno de los tres glúcidos (sacarosa, almidón y sorbitol) principales producidos por la fotosíntesis en las hojas adultas de ciertas plantas de las familias Rosaceae y Plantaginaceae. Se encuentra en cantidades apreciables en las algas rojas y, junto a la fructosa, la glucosa y la sacarosa, en frutos como las peras, las manzanas, las cerezas y los melocotones o duraznos.

## Uso industrial
El  sorbitol se utiliza en la industria alimentaria como edulcorante. Legalmente está calificado como aditivo alimentario, con el código E-420 en los países de la Unión Europea. 
Su hidrofilicidad hace que se utilice también  como humectante para mantener diversos productos con un grado de humedad apropiado, y como crioprotector en productos como el surimi. Puesto que no es reductor, no produce la reacción de maillard, por lo que se utiliza como edulcorante en productos que deben tener un color muy pálido tras su horneado. Los ésteres de ácidos grasos del sorbitol pueden utilizarse como emulsionante en la fabricación de pasteles y dulces para impedir que se separen la fase acuosa y la fase grasa en estos alimentos; el sabor dulce relativo de la sacarosa-sorbitol es de 100-60 por lo tanto necesitaremos una cantidad mayor de sorbitol para obtener el mismo sabor dulce que el azúcar de mesa. Esto es un inconveniente en productos de repostería, pero una ventaja cuando se utiliza como humectante.

### Empleo como edulcorante
El sorbitol se emplea como edulcorante en los alimentos dietéticos. Se le califica como edulcorante nutritivo porque cada gramo contiene 2,4 calorías, bastante menos que las 4 de la sacarosa o el almidón.Es el edulcorante que contienen generalmente los chicles "sin azúcar", dado que como no puede ser metabolizado por las bacterias bucales, no induce la aparición de caries. El organismo humano absorbe el sorbitol lentamente, por lo que la ingestión de grandes cantidades puede producir problemas gastrointestinales, especialmente diarrea osmótica. En Estados Unidos, aquellos productos cuyo consumo habitual pueda llevar a ingerir más de 50 gramos de sorbitol al día  deben llevar la advertencia “El consumo excesivo puede tener un efecto laxante”